# Carl Humann
Carl Humann (ur. 4 stycznia 1839 w Steele, zm. 12 kwietnia 1896 w Izmirze) – niemiecki inżynier i archeolog-samouk.

## Życiorys
Urodził się w Steele na pograniczu Nadrenii i Westfalii (obecnie jest to część Essen). Uczęszczał do klasycznego gimnazjum w Essen. Jako inżynier budownictwa drogowego był absolwentem Królewskiej Akademii Budowlanej w Berlinie. W trakcie studiów uczęszczał na wykłady Ernsta Curtiusa, późniejszego badacza starożytnej Olimpii. Po ukończeniu studiów wyjechał w 1861 do krajów osmańskiego Lewantu na zaproszenie brata Franciszka, który pracował w administracji rządowej na wyspie Samos. Humann brał udział w budowie portu w Tigani, a następnie pracował jako architekt i mierniczy w Izmirze, Konstantynopolu i na tureckich Bałkanach. Został protegowanym wielkiego wezyra Fuada-paszy. 
W 1864 trafił po raz pierwszy do miasta Bergama, w którego sąsiedztwie znajdowały się ruiny starożytnego Pergamonu. Zafascynowany starożytnością, powrócił w to miejsce w 1866, a wykorzystując okoliczność budowy w pobliżu drogi, ze swej kwatery w Bergamie w wolnym czasie penetrował obszar antycznego miasta, usiłując zainteresować znaleziskami niemieckich archeologów. Kierując się ich sugestią podjął dokładne badania na terenie ruin Pergamonu, a dokonane znaleziska wysyłał od 1870 do berlińskich muzeów. W 1872 na wniosek Curtiusa został mianowany członkiem Niemieckiego Instytutu Archeologicznego (DAI). Mimo iż przekazał do Berlina wiele eksponatów, nie zyskał oficjalnego wsparcia finansowego i na kilka lat opuścił Bergamę. Dopiero Alexander Conze, zainteresowany przesłanymi zabytkami w magazynach muzealnych, zachęcił Humanna do kontynuowania eksploracji i zorganizował ich finansowe wsparcie. Rezultatem było podjęcie w 1878 prac wykopaliskowych w Pergamonie i w następstwie odkrycie Wielkiego Ołtarza Zeusa, z fryzem głównym, przedstawiającym sceny z gigantomachii, oraz tzw. fryzem Telefosa; pozyskiwane w ciągu kilku kampanii, ich płyty zostały przesłane do Berlina. 
Działalność Humanna nie ograniczała się do tego miejsca. W 1882 sporządził topograficzny plan i zdjął gipsowe formy z reliefów w hetyckim sanktuarium skalnym w Yazılıkaya. W latach 1882-1883 wraz z Otto Puchsteinem badał tumulusy i hierotheseion Antiocha na górze Nemrut, leżącej na obszarze dawnego królestwa Kommagene. Prowadził również prace inżynieryjne i badania w Hierapolis,  Zincirli, Tralles, Magnezji, Efezie. Od 1895 kierował wykopaliskami w Priene, które po jego śmierci kontynuował Theodor Wiegand. Carl Humann zmarł w Izmirze, starożytnej Smyrnie.
Poza wydaną pośmiertnie Der Pergamnon Altar: Entdeckt, beschrieben und gezeichnet (Dortmund: Ardey Verlag, 1954), był wraz z innymi badaczami niemieckimi współautorem publikacji:
- Carl Humann, Richard Bohn, Max Fränkel: Die Ergebnisse der Ausgrabungen zu Pergamon. Berlin: Grote’sche, 1888
- Carl Humann, Otto Puchstein: Reisen in Kleinasien und Nordsyrien. Berlin: Reimer, 1890
- Carl Humann, Conrad Cichorius, Walther Judeich, Franz Winter: Altertümer von Hierapolis. Berlin: Reimer, 1898
- Carl Humann, Julius Kohte, Carl Watzinger: Magnesia am Mäander. Berlin: Reimer, 1904